# De Schaduw uit de Tijd
De Schaduw uit de Tijd (originele titel The Shadow Out of Time) is een kort horror/sciencefictionverhaal van de Amerikaanse schrijver H.P. Lovecraft. Lovecraft schreef het verhaal tussen november 1934 en februari 1935. Het werd voor het eerst gepubliceerd in juli 1936 in het tijdschrift Analog Science Fiction and Fact.

## Inhoud
Het verhaal wordt verteld vanuit het perspectief van de Amerikaan Nathaniel Wingate Peaslee. In 1908 verliest hij op een dag het bewustzijn, en wanneer hij weer bijkomt blijkt hij een totaal andere persoonlijkheid te hebben. De vijf jaar erop houdt hij zich bezig met het lezen van occulte boeken en maakt lange reizen over de wereld. Zijn familie verstoot hem vanwege zijn gedrag, met uitzondering van zijn zoon Wingate. Dan, in 1913, keert Nathaniels eigen persoonlijkheid weer terug en kan hij zich niets van de afgelopen vijf jaar herinneren.
Nathaniel onderzoekt het verschijnsel en ontdekt dat wat hem is overkomen in de loop der eeuwen een paar keer eerder gebeurd is. Ook krijgt hij vreemde dromen over een buitenaardse wereld. Langzaam ontdekt hij het bestaan van een buitenaards ras genaamd het Grote Ras van Yith. Dit ras leefde vele miljoenen jaren geleden en had het geheim van tijdreizen doorgrond. Ze konden hun eigen persoonlijkheid door de tijd vooruit sturen naar een willekeurige plaats en tijdperk, en daar van lichaam laten ruilen met een andere levensvorm. Mogelijk was Nathaniel dus vijf jaar lang bezeten door zo'n Yith, en verkeerde in die tijd zijn eigen persoonlijkheid in het lichaam van die Yith op diens thuisplaneet. De dromen zijn onderdrukte herinneringen aan die tijd. Door zijn dromen ontdekt Nathaniel ook dat de Yith via het tijdreizen bezig waren een bibliotheek aan te leggen met kennis over alle toekomstige rassen uit het universum, een bibliotheek waar Nathaniel zelf blijkbaar aan meegeschreven heeft terwijl hij op hun planeet was. Hij blijft echter onzeker van dit alles en twijfelt of hij niet gewoon zijn verstand aan het verliezen is.
Wanneer Nathaniel aanwijzingen vindt dat de Yith ook op Aarde hebben gewoond toen hun eigen planeet werd verwoest, verdiept hij zich in archeologie. Hij komt in contact met een zekere professor Dyer, met wie hij een expeditie naar Australië organiseert omdat daar mogelijk ruïnes van de stad van de Yith te vinden zijn. Op een nacht, terwijl hij alleen een wandeling maakt, stuit Nathaniel inderdaad op deze ruïnes. Binnen vindt hij een kist met daarin een boek. Niet lang hierna wordt hij echter door iets geheimzinnigs opgeschrikt en de ruïnes uitgejaagd. Nathaniel besluit zijn verhaal met de woorden dat hij hoopt dat de anderen de ruïnes nooit zullen vinden. Zelf heeft hij echter genoeg bewijs dat zijn contact met de Yith echt was, want het boek dat hij in de ruïnes aantrof was geschreven in het Engels, en in zijn eigen handschrift.

## Achtergrond
Volgens S.T. Joshi was de film Berkeley Square uit 1933 mogelijk een inspiratiebron voor De Schaduw uit de Tijd. Deze film verhaalt over een man die terug in de tijd getransporteerd wordt naar de tijd van de Amerikaanse revolutie. Lovecraft zag de betreffende film viermaal eind 1933, en zag een hoop gelijkenissen tussen het verhaal uit de film en het pas daarvoor door hem voltooide verhaal The Case of Charles Dexter Ward. Wel zag Lovecraft enkele fouten in de manier waarop het tijdreizen in de film wordt weergegeven, en was van mening dat hij deze fouten in zijn verhaal verholpen had.
Literaire inspiratiebronnen voor De Schaduw uit de Tijd waren H.B. Drakes The Shadowy Thing (oorspronkelijk gepubliceerd als The Remedy in 1925), over een man die zijn persoonlijkheid op een ander lichaam kan overbrengen, Henri Berauds Lazarus (1925), waarin de protagonist tijdens een periode van geheugenverlies een alter ego ontwikkelt, en Walter de la Mares The Return (1910). Een soortgelijke plot als in De Schaduw uit de Tijd werd gebruikt in Les Posthumes (1802) van Nicolas-Edme Rétif, maar het is niet bekend of Lovecraft van het bestaan van dit verhaal op de hoogte was.

## Bewerkingen
De H.P. Lovecraft Historical Society verwerkte De Schaduw uit de Tijd voor Dark Adventure Radio Theatre tot het hoorspel Dark Adventure Radio Theatre: The Shadow Out of Time.
The Shadow Out of Time werd door striptekenaar Matt Howarth verwerkt tot een striproman als onderdeel van zijn boek "Graphic Classics: H.P. Lovecraft".